# 格劳豪
格劳豪（德語：Glauchau，發音：[ˈɡlaʊxaʊ] ⓘ，發音：[ˈhwuxɔf]）是德国萨克森州茨维考县的城市，曾是开姆尼茨地区县的县治，面积51.62平方千米，2023年12月31日人口为21,807人。

## 友好城市
格劳豪与以下城市结为友好城市：
- 法國 格勒奈（1996年）
- 德国 伊瑟隆（1991年）
- 羅馬尼亞 日博烏（2005年）
- 美国 林奇堡（2007年）
- 法國 韦尔梅勒（1998年）
- 波蘭 兹盖日（1996年）